# Mwurwe
Mwurwe är ett vattendrag i Burundi.   Det ligger i provinsen Bururi, i den sydvästra delen av landet, 80 km söder om huvudstaden Bujumbura.
Omgivningarna runt Mwurwe är en mosaik av jordbruksmark och naturlig växtlighet. Runt Mwurwe är det tätbefolkat, med 319 invånare per kvadratkilometer.